# Mallotus
Mallotus é um género botânico pertencente à família Euphorbiaceae.
Algumas plantas deste gênero são encontrados na África tropical e Madagascar. A maioria são encontradas no leste e sudeste da Ásia e, desde a Indomalásia até a Nova Caledônia e Fiji, norte e leste australiano. 

## Sinonímia
| - Aconceveibum Miq. - Axenfeldia Baill. - Coelodiscus Baill. - Diplochlamys Mull. Arg. - Echinocroton F. Muell. - Echinus Lour. | - Hancea Seem. - Lasipana Raf. - Plagianthera Rchb.f. & Zoll. - Rottlera Willd. - Stylanthus Rchb.f. & Zoll. |

## Principais espécies
O gênero é composto por 274 espécies. As principais são:
| - Mallotus apelta - Mallotus barbatus - Mallotus hookerianus - Mallotus japonicus | - Mallotus paniculatus - Mallotus peltatus - Mallotus philippensis - Mallotus repandus |

## Lista completa das espécies

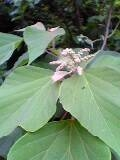
Mallotus japonicus

| - Mallotus actinoneurus - Mallotus acuminatus - Mallotus affinis - Mallotus albus - Mallotus alternifolius - Mallotus amentiformis - Mallotus anamiticus - Mallotus andamanicus - Mallotus angulatus - Mallotus angustifolius - Mallotus anisophyllus - Mallotus anisopodus - Mallotus anomalus - Mallotus apelta - Mallotus arboreus - Mallotus attenuatus - Mallotus atrovirens - Mallotus aureo - Mallotus auriculatus - Mallotus baillonianus - Mallotus barbatus - Mallotus batjanensis - Mallotus beccarii - Mallotus beddomei - Mallotus beillei - Mallotus blumeanus - Mallotus borneensis - Mallotus brachythyrsus - Mallotus bracteatus - Mallotus brevipes - Mallotus brevipetiolatus - Mallotus buettneri - Mallotus calcosus - Mallotus calocarpus - Mallotus calvus - Mallotus cambodianus - Mallotus camiguinensis - Mallotus canii - Mallotus capensis - Mallotus capuronii - Mallotus caput - Mallotus cardiophyllus - Mallotus castanopsis - Mallotus caudatus - Mallotus cauliflorus - Mallotus cavaleriei - Mallotus chevalieri - Mallotus chinensis - Mallotus chlaoxyloides - Mallotus chromocarpus - Mallotus chrysanthus - Mallotus chrysocarpus - Mallotus chuyenii - Mallotus claoxyloides - Mallotus clellandii - Mallotus cochinchinensis - Mallotus columnaris - Mallotus conchinchinense - Mallotus concinnus - Mallotus confusus - Mallotus conspurcatus - Mallotus contubernalis - Mallotus cordatifolius - Mallotus coudercii - Mallotus croizatianus - Mallotus cumingii - Mallotus cuneatus - Mallotus dallachyi - Mallotus darbyshirei - Mallotus decipiens - Mallotus derbyensis - Mallotus diadenus - Mallotus didymochryseus - Mallotus dipelta - Mallotus discolor - Mallotus dispar - Mallotus dispersus - Mallotus distans - Mallotus dunnii - Mallotus eberhardtii - Mallotus echinatus - Mallotus eglandulosus - Mallotus eriocarpoides - Mallotus eriocarpus - Mallotus esquirolii - Mallotus eucaustus - Mallotus eximius - Mallotus ferrugineus - Mallotus ficifolius - Mallotus filiformis - Mallotus floribundus - Mallotus formosanus - Mallotus furetianus - Mallotus fuscescens - Mallotus garrettii | - Mallotus geloniifolius - Mallotus glaberrimus - Mallotus glabriusculus - Mallotus grandistipularis - Mallotus griffithianus - Mallotus grossedentatus - Mallotus hainanensis - Mallotus hanheoensis - Mallotus havilandii - Mallotus helferi - Mallotus hellwigianus - Mallotus henryi - Mallotus hirsutulus - Mallotus hirsutus - Mallotus hispidospinosus - Mallotus hookerianus - Mallotus hollrungianus - Mallotus hymenophyllus - Mallotus illudens - Mallotus impar - Mallotus inamoenus - Mallotus insignis - Mallotus insularum - Mallotus integrifolius - Mallotus intercedens - Mallotus integrifolius - Mallotus intercedens - Mallotus intermedius - Mallotus japonicus - Mallotus khasianus - Mallotus kietanus - Mallotus kingii - Mallotus kongkandae - Mallotus korthalsii - Mallotus kunstleri - Mallotus kurzii - Mallotus kweichowensis - Mallotus lackeyi - Mallotus lambertianus - Mallotus lanceolatus - Mallotus lancifolius - Mallotus lappaceus - Mallotus lauterbachianus - Mallotus laevigatus - Mallotus lawii - Mallotus leptophyllus - Mallotus leptostachyus - Mallotus leucocalyx - Mallotus leucocarpus - Mallotus leucodermis - Mallotus leveillanus - Mallotus lianus - Mallotus longifolius - Mallotus longipes - Mallotus longistylus - Mallotus lotingensis - Mallotus luchenensis - Mallotus lullulae - Mallotus maclurei - Mallotus macrostachyus - Mallotus macularis - Mallotus maingayi - Mallotus megadontus - Mallotus melleri - Mallotus metcalfianus - Mallotus micrantha - Mallotus microcarpus - Mallotus millietii - Mallotus minahassae - Mallotus miquelianus - Mallotus mollissimus - Mallotus moluccanus - Mallotus monanthos - Mallotus montanus - Mallotus moritzianus - Mallotus multiglandulosus - Mallotus muricatus - Mallotus muticus - Mallotus myanmaricus - Mallotus nanus - Mallotus neo - Mallotus nepalensis - Mallotus nesophilus - Mallotus nitidus - Mallotus oblongifolius - Mallotus odoratus - Mallotus oppositifolius - Mallotus oreophilus - Mallotus pachypodus - Mallotus palauensis - Mallotus pallidus - Mallotus paniculatus - Mallotus papillaris - Mallotus papuanus - Mallotus paxii | - Mallotus peekelii - Mallotus peltatus - Mallotus penangensis - Mallotus petanodon - Mallotus philippensis - Mallotus philippinensis - Mallotus pierrei - Mallotus pinnatinervis - Mallotus playfairii - Mallotus pleiogynus - Mallotus plicatus - Mallotus poilanei - Mallotus polyadenos - Mallotus polyneurus - Mallotus ponapensis - Mallotus populifolius - Mallotus porterianus - Mallotus preussii - Mallotus pseudopenangensis - Mallotus pseudoverticillatus - Mallotus puber - Mallotus puberulus - Mallotus pycnostachys - Mallotus ramosii - Mallotus repandus - Mallotus resinosus - Mallotus reticulatus - Mallotus rhamnifolius - Mallotus ricinoides - Mallotus roxburghianus - Mallotus rufidulus - Mallotus samarensis - Mallotus sanchezii - Mallotus sanguirensis - Mallotus sarawakensis - Mallotus sathayensis - Mallotus scabrifolius - Mallotus scandens - Mallotus smilaciformis - Mallotus speciosus - Mallotus sphaerocarpus - Mallotus spinulosus - Mallotus spodocarpus - Mallotus stenanthus - Mallotus stewardii - Mallotus stipularis - Mallotus stipulosus - Mallotus stylaris - Mallotus subcuneatus - Mallotus subjaponicus - Mallotus subpeltatus - Mallotus subramanyamii - Mallotus subulatus - Mallotus sumatranus - Mallotus surculosus - Mallotus tenuifolius - Mallotus tenuipes - Mallotus tenuispicus - Mallotus tetracoccus - Mallotus thorelii - Mallotus thunbergianus - Mallotus tiliaefolia - Mallotus tiliifolius - Mallotus tokbrai - Mallotus trinervius - Mallotus tristis - Mallotus tsiangii - Mallotus ustulatus - Mallotus vernicosus - Mallotus viridis - Mallotus vitifolius - Mallotus wallichianus - Mallotus walkerae - Mallotus warburgianus - Mallotus wenzelianus - Mallotus woodii - Mallotus wrayi - Mallotus xylacanthus - Mallotus yifengensis - Mallotus yunnanensis - Mallotus zeylanicus - Mallotus zippelii - Mallotus zippellii - Mallotus zolingeri |

## Nome e referências
Mallotus Lour.